# Конверт першого дня

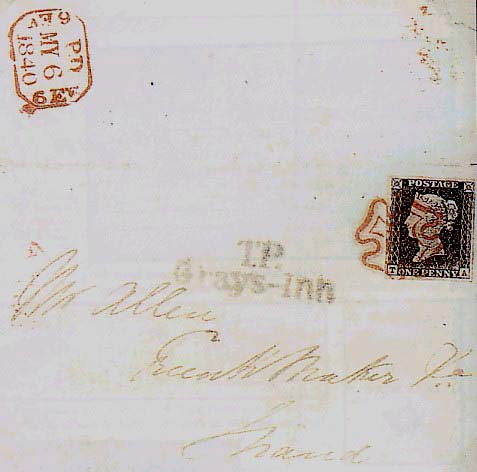
Перший у світі конверт першого дня першого типу (1840) з першою в світі маркою «Чорний пенні»

Конверт «Першого дня» — конверт, на якому поштова марка (зазвичай, пам'ятна марка) погашена у перший день її випуску. Конверт «Першого дня» найчастіше несе відбиток спеціального штампу, який закріплений за його публікацією і покриває поштову марку в перший день її випуску. Цей штамп вирізняється формою, розміром, малюнком, кольором, обов'язковою присутністю фрази «Перший день» французькою мовою («Premier jour») та/або мовою країни-емітента. Досить часто спецпогашення марки відбувається в урочистій церемонії.
Конверти «Першого дня» вперше з'явилися у США в 1851 році. До 1920-х років конверти Першого дня виходять випадково, а не планомірно. І лише з початком перетворення їх деякими філателістичними дилерами і окремими колекціонерами на поштові сувеніри вони починають виходити планомірно, а такий вид колекціонування починає набувати великої популярності.

## В Радянському Союзі
Колишній Радянський Союз лише в 1968 році долучився до цієї акції.

## Музей конверта «Першого дня»
У штаті Вайомінг (США) діє єдиний у світі Національний музей конверта Першого дня.